# Karl Heinrich Rappolt
Karl Heinrich Rappolt (Fischhausen —actual Primorsk—, 17 de junio de 1702-Königsberg, 23 de octubre de 1753) fue un filósofo y científico alemán.

## Biografía
En 1731 llegó al puesto de profesor de Filosofía en la Universidad de Königsberg y, en 1733, de Ciencias Naturales. Fue, además, miembro de la Academia de Ciencias de Berlín. Escribió Conjecturae philosophicae de colorum in facie telluris vicissitudine annua (Londres, 1730; Berlín, 1730), Quaestio naturalis prussiaca de oolitho regiomontano, an caviarium petrefactum? (Königsberg, 1733) y De origine succini in littore Sambiensi, etc (Königsberg, 1737).